# Atsuhiko Ejiri
Atsuhiko Ejiri (jap. 江尻 篤彦, Ejiri Atsuhiko; * 12. Juli 1967 in der Präfektur Shizuoka) ist ein ehemaliger japanischer Fußballspieler und -trainer.

## Karriere
Ejiri erlernte das Fußballspielen in der Schulmannschaft der Shimizu Commercial High School und der Universitätsmannschaft der Meiji-Universität. Seinen ersten Vertrag unterschrieb er 1990 bei Furukawa Electric. Der Verein spielte in der höchsten Liga des Landes, der Japan Soccer League. 1990 erreichte er das Finale des JSL Cup. Mit Gründung der Profiliga J.League 1992 und der damit verbundenen Neuorganisation des japanischen Fußballs wurde Furukawa Electric zu JEF United Ichihara. 1998 erreichte er das Finale des J.League Cup. Für den Verein absolvierte er 218 Erstligaspiele. Ende 1998 beendete er seine Karriere als Fußballspieler.

## Erfolge
Furukawa Electric/JEF United Ichihara
- JSL Cup

Vizemeister: 1990
- J.League Cup

Finalist: 1998